# Maskovice
Maskovice (Duits: Maskowitz of Maskowitz in Böhmen) is een Tsjechische plaats in de gemeente Netvořice, regio Midden-Bohemen, en maakt deel uit van het district Benešov. Het dorp ligt op 1,5 kilometer afstand van Netvořice.
Maskovice telt 29 inwoners (2021).

## Geschiedenis
De eerste schriftelijke vermelding van het dorp dateert van 1200.
Tijdens de Tweede Wereldoorlog maakte Maskovice deel uit van het oefenterrein van de SS Benešov. Als gevolg daarvan moesten inwoners op 15 september 1942 noodgedwongen hun huizen verlaten. Sinds 1949 is Maskovice, samen met Netvořice, volledig ondergebracht bij het district Benešov.

## Verkeer en vervoer

### Autowegen
Er leidt een regionale weg naar het dorp.

### Spoorlijnen
Er is geen station in Maskovice. Het dichtstbijzijnde station is in Krhanice, op zo'n zeven kilometer afstand. Dat station ligt aan spoorlijn 210 Praag - Vrané nad Vltavou - Čerčany/Dobříš.

### Buslijnen
Er is één bushalte in het dorp:
| Halte                | Lijn(en) | Traject(en)                | Vervoerder(s) |
| -------------------- | -------- | -------------------------- | ------------- |
| Netvořice, Maskovice | 485      | Týnec nad Sázavou - Rabyně | CŠAD Benešov  |

## Bezienswaardigheden
- Monumentaal dorpscafé op nummer 12

## Galerij

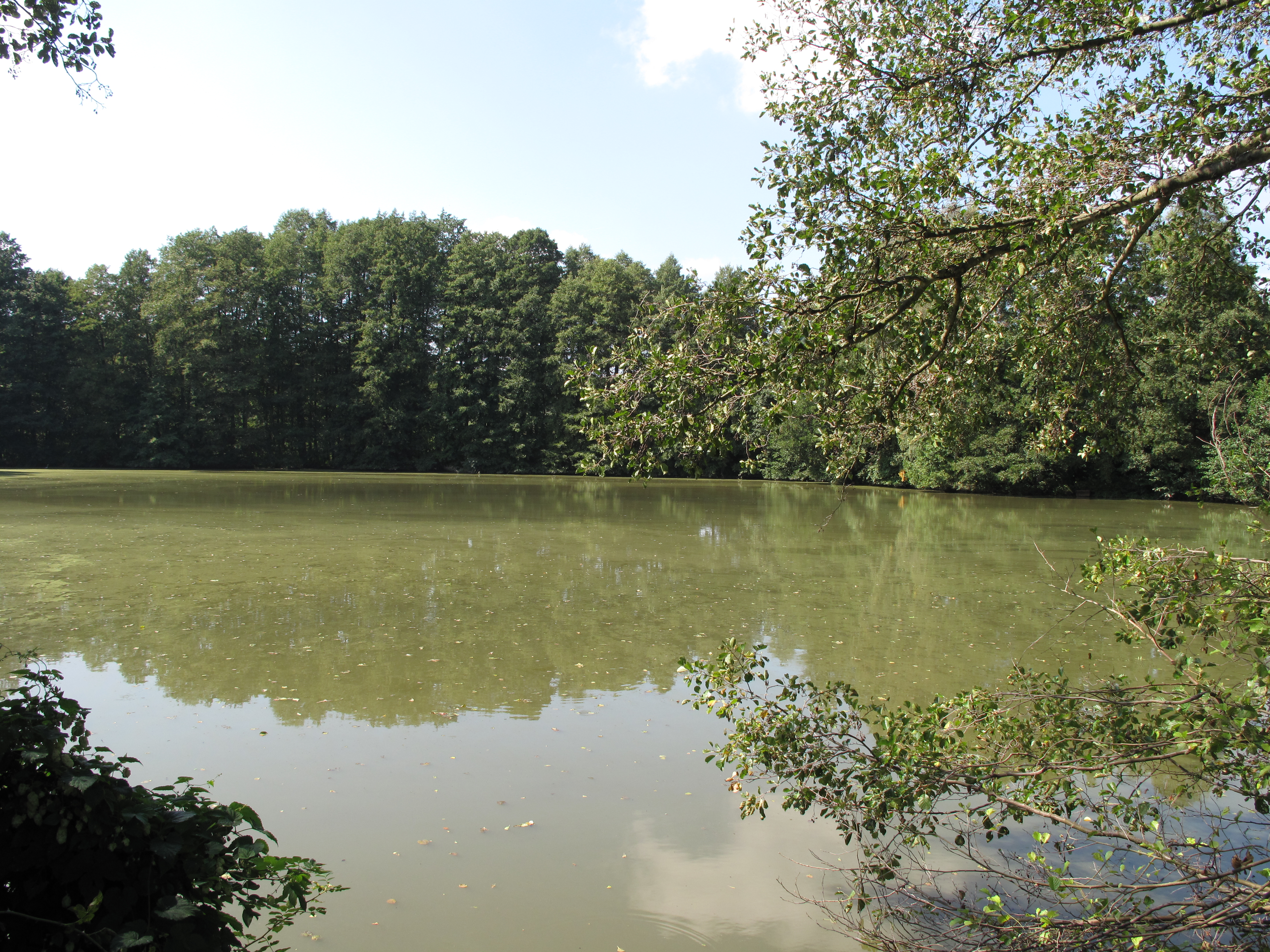
Dorpsvijver (2014)
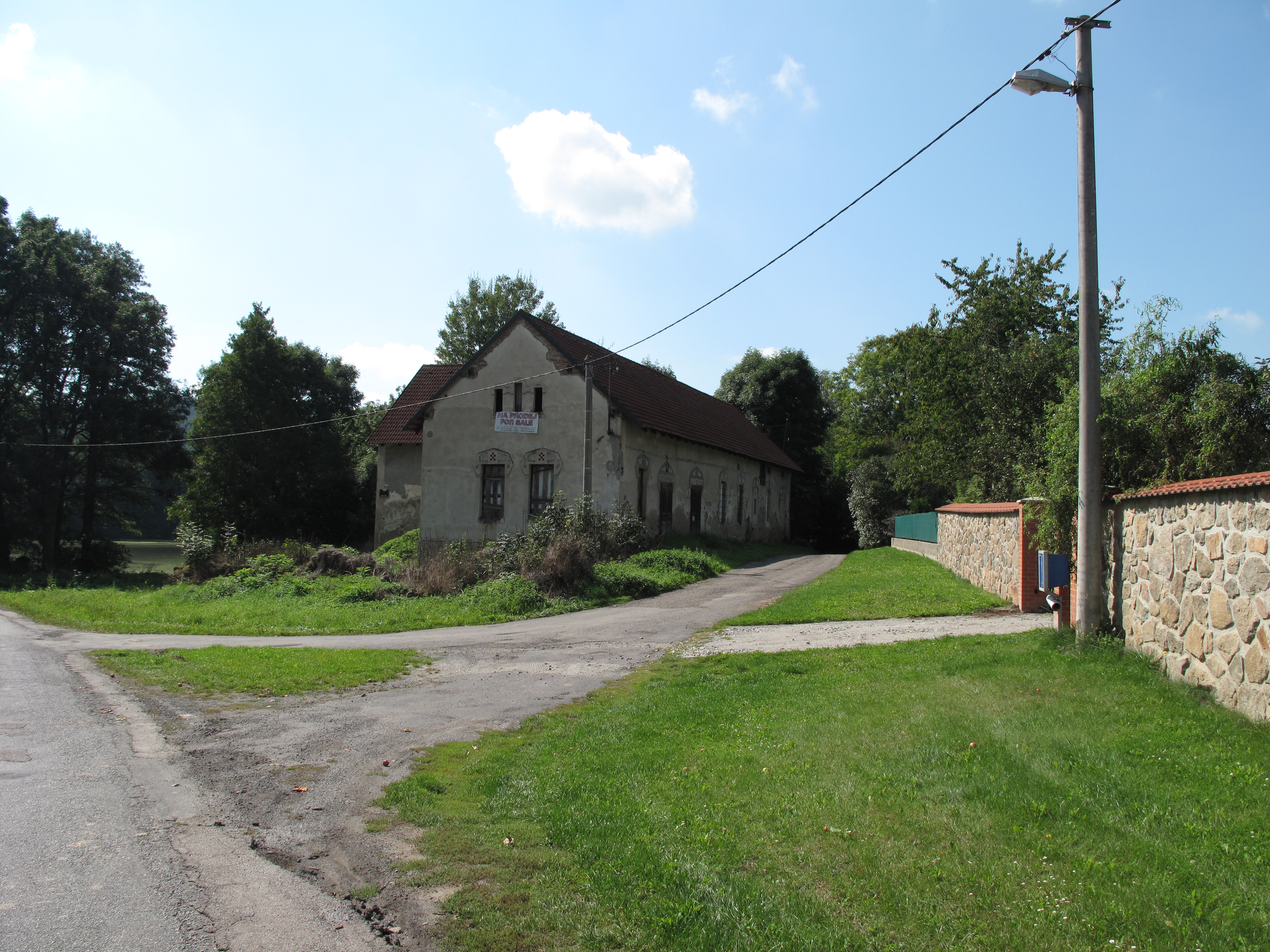
Dorpscafé (2014)
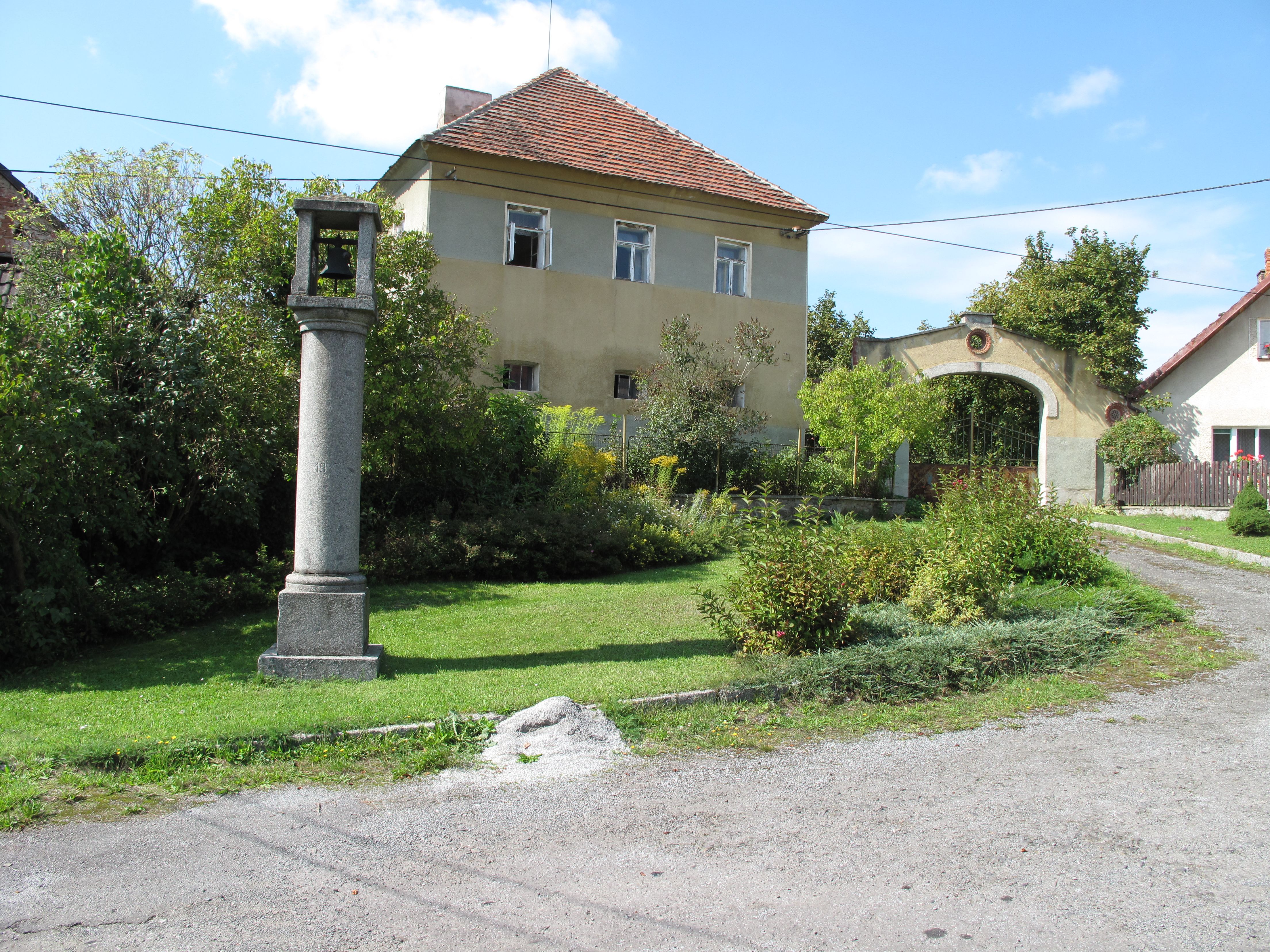
Klokkentoren (2014)
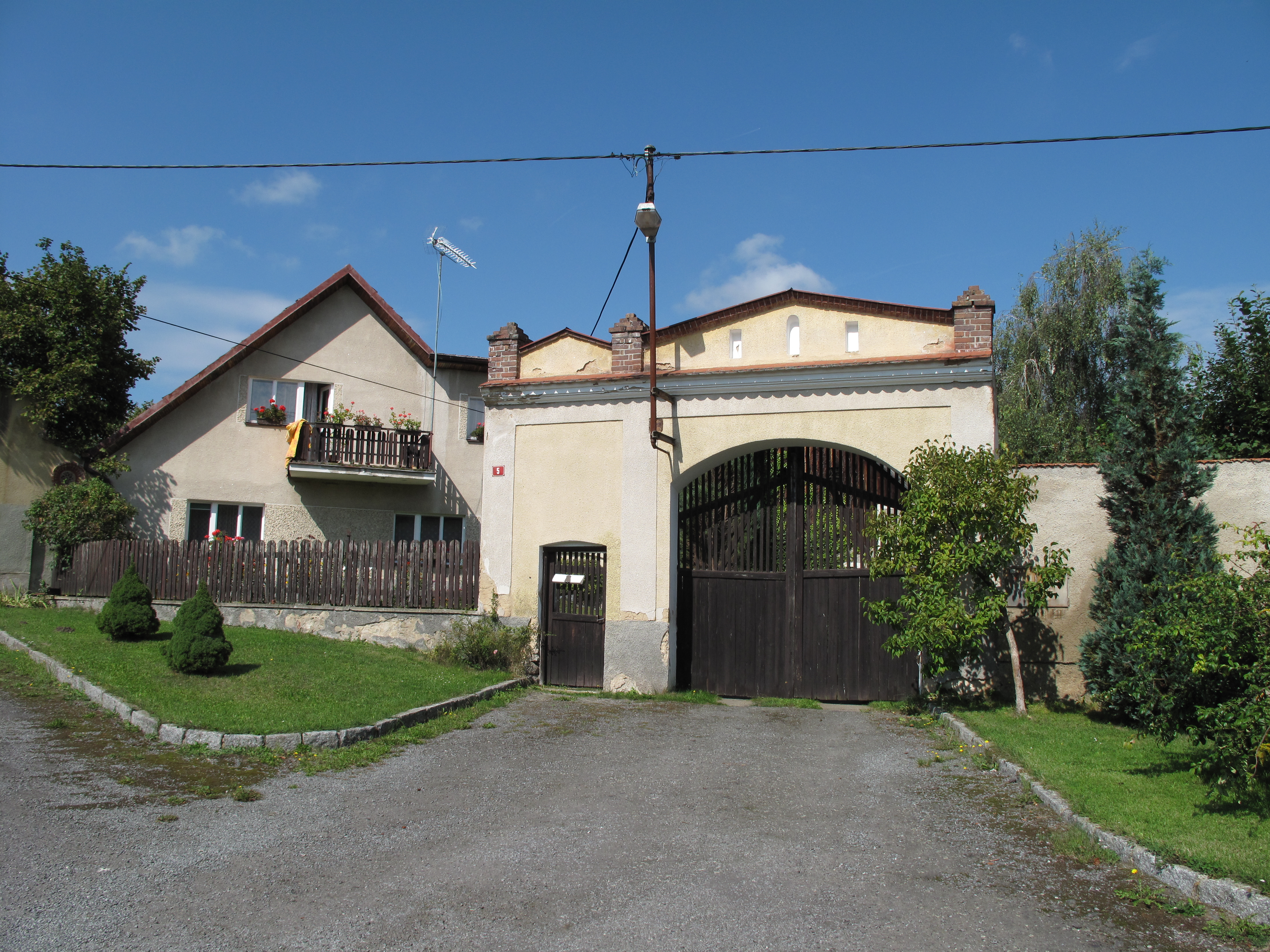
Groot huis in het dorp (2014)